# Ун-Вошсоим
Ун-Вошсоим (устар. Ун-Вош-Соим) — река в Ханты-Мансийском АО России. Устье реки находится в 29 км по правому берегу протоки Айюган реки Казым. Длина реки составляет 8 км.

## Данные водного реестра
По данным государственного водного реестра России относится к Нижнеобскому бассейновому округу, водохозяйственный участок реки — Обь от впадения Иртыша до впадения реки Северная Сосьва, речной подбассейн реки — бассейны притока Оби от Иртыша до впадения Северной Сосьвы. Речной бассейн реки — (Нижняя) Обь от впадения Иртыша.